# プジョーシトロエン・モトール
プジョーシトロエン・モトール（仏:Peugeot Citroën Moteurs）は、フランスの自動車企業グループ「PSA・プジョーシトロエン」に属する、内燃機関・自動車部品製造を行う子会社である。
グループのプジョーおよびシトロエン製自動車に搭載する内燃機関（エンジン）や各種機械部品（鋳造部品、変速機等）の設計・製造を担当するほか、グループ外の自動車会社や各種産業にも内燃機関や関連部品を供給している。

## 生産拠点
工場はベルギーとの国境に近いフランス北東部アルデンヌ県シャルルヴィル＝メジエールにある、シトロエンの伝統的エンジン（鋳造）工場において、PSAグループのエンジンと鋳造パーツのすべてを生産している。